# Kościół św. Jadwigi Królowej w Janowie Lubelskim
Kościół świętej Jadwigi Królowej w Janowie Lubelskim – rzymskokatolicki kościół parafialny należący do parafii pod tym samym wezwaniem (dekanat Janów Lubelski diecezji sandomierskiej). 
Świątynia została wzniesiona w latach 1997–1999. Budową kierował ks. Jan Sobczak. Kościół został uroczyście poświęcony przez biskupa Wacława Świerzawskiego w dniu 20 czerwca 1999 roku. Po konsekracji były nadal prowadzone prace wykończeniowe wnętrza i otoczenia, m.in. zostały wykonane 36-głosowe organy, które zostały poświęcone przez biskupa Mariana Zimałka w dniu 1 czerwca 2003 roku. Kościół został zbudowany z czerwonej cegły. Zaprojektowany został przez architekta Marka Gierulskiego i jest przykładem postmodernistycznej sztuki sakralnej. Bryła świątyni jest nieco przysadzista, bazylikowa, charakteryzuje się nisko opadającym dachem naw bocznych. Razem z kolumienkami umieszczonymi przy wejściu głównym nawiązuje do architektury dworków polskich. Kruchta wejściowa stanowi pomniejszoną duplikację elewacji frontowej, przedzieloną podłużnym oknem. Na ścianie frontowej jest umieszczona figura św. Jana Pawła II. Szczyty nawy głównej i transeptu są zaokrąglone w część górnej, co jest nawiązaniem do architektury kościoła św. Piotra Apostoła w Wadowicach. Na skrzyżowaniu nawy i transeptu znajduje się mała wieżyczka zwieńczona połyskującym krzyżem. Prezbiterium jest zamknięte półkoliście, w jego obejściu umieszczona jest zakrystia. Typową cechą postmodernistycznej architektury jest powtarzanie motywów detali. W tym kościele są to łuki lunet okienek nawy głównej oraz wąskie okienka naw bocznych, które powtarzają się w całej bryle i pełnią rolę funkcjonalną lub dekoracyjną. Wnętrze o ciepłej pastelowej barwie jest rozdzielone rzędami doryckich kolumn na pięć naw. Dodatkową przestrzenią są wewnętrzne balkony i symetryczne kaskady schodów w nawach bocznych. Wystrój świątyni jest drewniany, jego głównymi elementami są krucyfiks i figury świętych Jadwigi i Barbary.